# Molecuulformule
Een molecuulformule is de scheikundige formule die aangeeft uit welke elementen een moleculaire stof is opgebouwd. Een molecuul is het kleinste deeltje van een willekeurige, moleculaire stof. De verschillende soorten samenstellende atomen van een gegeven molecuul worden ieder met een chemisch symbool aangegeven, in de vorm van een of twee (soms drie) letters. De aantallen atomen worden weergegeven in de index: de cijfers in het subscript. 
De systematische, chemische formules zijn door de Zweedse chemicus Jöns Jacob Berzelius ontwikkeld. Welke letter in een chemische formule met welk element correspondeert, is in de lijst van chemische elementen terug te vinden.
Molecuulformules worden bijvoorbeeld gebruikt om zuur-basereacties tussen twee stoffen weer te geven. Zo mogelijk, wordt in de molecuulformule de onderlinge ordening van de atomen in een molecuul weergegeven. Bijvoorbeeld ethanol, met de molecuulformule {\displaystyle {\ce {C2H5OH}}}, waaruit blijkt dat er een hydroxylgroep in het molecuul voorkomt.
Isomeren zijn moleculaire stoffen met dezelfde molecuulformule, maar een verschillende ruimtelijke rangschikking van de atomen, en daardoor met verschillende chemische eigenschappen. Een molecuulformule kan zulke verschillen in structuur niet weergeven. Daarvoor is een grafische weergave nodig: de structuurformule. Structuurformules worden vooral in de organische chemie en de kristallografie gebruikt.

## Rangschikking atomen

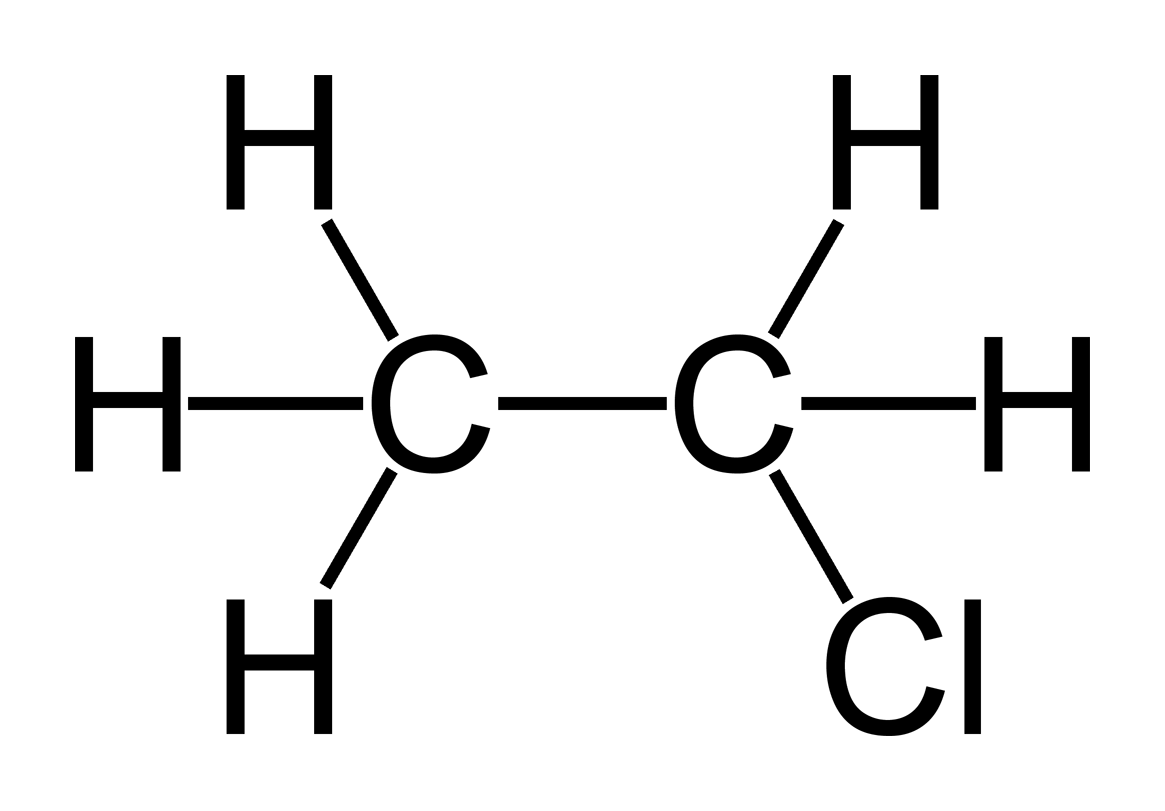
Structuurformule van chloorethaan,
de molecuulformule is C2H5Cl

De algemene regel is dat de elementen in een molecuulformule worden weergegeven in volgorde van hun atoomnummer, maar hier bestaan in de praktijk talloze uitzonderingen op. In de organische chemie plaatst men de koolstof {\displaystyle {\ce {C}}} vooraan, gevolgd door het waterstof {\displaystyle {\ce {H}}}. Het element zuurstof {\displaystyle {\ce {O}}} moet altijd achteraan. De metalen moeten ook eerder komen dan de niet-metalen. De overige elementen komen dan in de volgorde van het periodiek systeem van elementen.
Voorbeeld
{\displaystyle {\ce {C2H5Cl}}}
Een molecuul chloorethaan: de twee koolstofatomen vormen de hoofdstructuur en de vijf waterstofatomen samen met het chloor zijn hieraan gekoppeld.

## Faseaanduiding
Met behulp van de faseaanduidingen (s) = solid = vaste stof, (l) = liquid = vloeistof, (g) = gas en (aq) = aqua = water achter de molecuulformule kan de fase van een stof worden aangeduid.
Voorbeeld
{\displaystyle {\ce {N2O4(g)}}}
Een molecuul distikstoftetraoxide: twee stikstofatomen met vier zuurstofatomen in een gas.

## Chemische formules

Rooster van siliciumdioxide

Behalve de molecuulformule zijn er verschillende andere chemische formules, waarmee gebonden atomen worden weergegeven, de:
- structuurformule, grafische chemische formule
- verhoudingsformule: bij stoffen die niet uit moleculen bestaan, dus bij stoffen waarbij het kristalrooster niet uit moleculen, maar uit atomen is opgebouwd

De indices van de verhoudingsformule zijn de indices van de chemische formule gedeeld door hun grootste gemeenschappelijke deler. Natriumchloride NaCl en siliciumdioxide SiO2 zijn er twee voorbeelden van.
- brutoformule, waarbij de elementen in een molecuul in de volgorde koolstof {\displaystyle {\ce {C}}}, waterstof {\displaystyle {\ce {H}}} en verder alfabetisch worden gerangschikt. De brutoformule is dus vereenvoudigd ten opzichte van de molecuulformule.

## Moleculen in een kristal
De kristallijne structuur van een vaste stof hangt in de eerste plaats af van de chemische binding die de betreffende stof kenmerkt. Zo zijn er de covalente, de ionaire en de metaalbinding, maar de roosterordening van een kristallijne stof kan veranderen door wijzigingen van temperatuur en druk. Twee kristallijne stoffen kunnen dezelfde molecuulformule en dezelfde rangschikking van atomen binnen het molecuul hebben, maar een andere kristalvorm of een ander kristalstelsel. Het kan ook dat de ene stof amorf is, maar de andere kristallijn. De twee stoffen zijn ondanks dat zij in beide gevallen dezelfde molecuulformule hebben verschillend en worden polymorf genoemd.
Een molecuul kan behalve alleen uit atomen ook uit een molecuul bestaan, dat zelf ook alleen uit atomen bestaat, maar waar andere moleculen een verbinding mee hebben gemaakt. Dat is het geval bij een gehydrateerd molecuul, waarbij een enkel ander molecuul een verbinding met moleculen water heeft gemaakt. Het mineraal gottardiiet met molecuulformule Na3Mg3Ca5Al19Si117O272·93(H2O) is het mineraal dat voor zover bekend het meest is gehydrateerd. Daar komen behalve de genoemde atomen ook nog tectosilicaationen in voor. De moleculen water in een dergelijke verbinding worden kristalwater genoemd. Het aantal watermoleculen in een gehydrateerd molecuul van een mineraal ligt meestal veel lager dan bij gottardiiet.